# فهرست شهرهای با بیش از یک فرودگاه
این مقاله شامل فهرست شهرهای با بیش از یک فرودگاه است.

## شش، پنج و چهار فرودگاهی
| فرودگاه                                               | مکان                                        | در محدودهٔ شهری؟ | جهت و مسیر از مرکز شهر          | مسافران (۲۰۱۰)      | کاربری                               |
| ----------------------------------------------------- | ------------------------------------------- | --------------- | ------------------------------- | ------------------- | ------------------------------------ |
| شش فرودگاه                                            |                                             |                 |                                 |                     |                                      |
| کانادا، بریتیش کلمبیا، مترو ونکوور، ونکوور            |                                             |                 |                                 |                     |                                      |
| فرودگاه بین‌المللی ابتسفرد                             | ابوتسفورد، بریتیش کلمبیا                    | خیر             | ۵۹ کیلومتر (۳۷ مایل) southeast  | ۴۹۸٬۳۵۹ (۲۰۰۸)      | مختلط                                |
| فرودگاه لنگلی ریجنل                                   | Langley, British Columbia                   | خیر             | ۳۷ کیلومتر (۲۳ مایل) southeast  |                     | داخلی                                |
| فرودگاه آبی بندرگاه ونکوور                            | Coal Harbour، خليجك بورارد                  | بله             | adjacent                        |                     | داخلی، seaplane only                 |
| فرودگاه بین‌المللی ونکوور                              | Sea Island، Richmond                        | خیر             | 12 km (7.5 mi) southwest        | ۱۶٬۷۷۹٬۷۰۹          | مختلط، ابتدایی                       |
| فرودگاه ونکوور                                        | Sea Island، Richmond                        | خیر             | 12 km (7.5 mi) southwest        |                     | داخلی، seaplane only                 |
| Vancouver/Harbour (همگانی) Heliport                   | Coal Harbour، شاخاب بورارد                  | بله             | adjacent                        |                     | داخلی                                |
| United Kingdom, انگلستان، لندن بزرگ، لندن             |                                             |                 |                                 |                     |                                      |
| فرودگاه لندن سی‌تی                                     | London Docklands                            | بله             |                                 | ۲٬۷۸۰٬۵۸۲           | Commuter                             |
| فرودگاه گاتویک                                        | کراولی، انگلستان، ساسکس غربی                | خیر             | ۴۶ کیلومتر (۲۹ مایل) south      | ۳۱٬۳۷۵٬۲۹۰          | مختلط                                |
| فرودگاه هیترو لندن                                    | منطقه هیلینگدون لندن                        | بله             | ۲۴ کیلومتر (۱۵ مایل) west       | ۶۵٬۸۸۱٬۶۶۰          | Scheduled, ابتدایی                   |
| فرودگاه لوتن لندن                                     | لوتن                                        | خیر             | ۴۸ کیلومتر (۳۰ مایل) north      | ۸٬۷۳۸٬۷۱۷           | مختلط                                |
| فرودگاه استانستد لندن                                 | Uttlesford                                  | خیر             | ۴۸ کیلومتر (۳۰ مایل) northeast  | ۱۸٬۵۷۳٬۸۰۳          | مختلط                                |
| فرودگاه جنوبی لندن                                    | District of Rochford                        | خیر             | ۶۹ کیلومتر (۴۳ مایل) east       | ۳٬۵۸۳               | مختلط                                |
| فرودگاه بین‌المللی جان اف کندی                         | کویینز                                      | بله             | ۱۹ کیلومتر (۱۲ مایل) southeast  | ۴۶٬۵۱۴٬۱۵۴          | مختلط، ابتدایی                       |
| فرودگاه لاگواردیا                                     | کویینز                                      | بله             | Adjacent                        | ۲۳٬۹۸۳٬۰۸۲          | مختلط                                |
| فرودگاه لانگ آیلند مک‌آرتور                            | Islip, New York                             | خیر             | ۸۱ کیلومتر (۵۰ مایل) east       | ۱۷۳٬۳۴۶ (۲۰۰۵)      | مختلط                                |
| فرودگاه بین‌المللی لیبرتی نیوآرک                       | نیوآرک                                      | خیر             | ۸ کیلومتر (۵٫۰ مایل) west       | ۳۳٬۱۰۷٬۰۴۱          | مختلط                                |
| فرودگاه بین‌المللی استیوارت                            | نیوبورگ، نیویورک                            | خیر             | ۸۸ کیلومتر (۵۵ مایل) north      | 970,000 (2007 Est.) | مختلط                                |
| فرودگاه وستچستر کانتی                                 | وایت پلاینز، نیویورک                        | خیر             | ۵۳ کیلومتر (۳۳ مایل) north      | ۹۰۱٬۸۳۱ (۲۰۰۸)      | مختلط                                |
| پنج فرودگاه                                           |                                             |                 |                                 |                     |                                      |
| United States, کالیفرنیا، لس‌آنجلس بزرگ، لس‌آنجلس       |                                             |                 |                                 |                     |                                      |
| فرودگاه باب هوپ                                       | دره سن فرناندو                              | بله             | ۲۵ کیلومتر (۱۶ مایل) north      | ۵٬۶۸۹٬۲۹۱ (۲۰۰۶)    | مختلط                                |
| فرودگاه جان وین                                       | شهرستان اورنج، کالیفرنیا                    | خیر             | ۷۰ کیلومتر (۴۳ مایل) southeast  | ۸٬۶۶۳٬۴۵۲           | مختلط                                |
| فرودگاه بین‌المللی انتاریو                             | Inlو Empire                                 | خیر             | ۶۱ کیلومتر (۳۸ مایل) east       | ۷٬۰۴۹٬۹۰۴ (۲۰۰۶)    | مختلط                                |
| فرودگاه لانگ بیچ                                      | لانگ بیچ                                    | بله             | ۵۸ کیلومتر (۳۶ مایل) south      | ۳٬۰۰۴٬۰۰۵ (۲۰۰۶)    | مختلط                                |
| فرودگاه بین‌المللی لس‌آنجلس                             | لس‌آنجلس                                     | بله             | ۲۷ کیلومتر (۱۷ مایل) southwest  | ۶۱٬۰۴۱٬۰۶۶ (۲۰۰۶)   | مختلط، ابتدایی                       |
| چهار فرودگاه                                          |                                             |                 |                                 |                     |                                      |
| Australia, ویکتوریا (استرالیا)، ملبورن                |                                             |                 |                                 |                     |                                      |
| فرودگاه اولان                                         | Avalon, Victoria                            | خیر             | ۵۰ کیلومتر (۳۱ مایل) southwest  | ۱٬۴۰۰٬۰۰۰           | Low cost carriers, داخلی(soon مختلط) |
| فرودگاه اسندون                                        | Essendon, Victoria                          | بله             | ۱۱ کیلومتر (۶٫۸ مایل) northwest |                     | Freight, regional                    |
| فرودگاه ملبرن                                         | تالامارین، ویکتوریا                         | بله             | ۲۰ کیلومتر (۱۲ مایل) northwest  | ۲۷٬۷۰۰٬۰۰۰          | مختلط، ابتدایی                       |
| فرودگاه مورابین                                       | Mentone, Victoria                           | بله             | ۲۲ کیلومتر (۱۴ مایل) southeast  |                     | Regional                             |
| Canada, بریتیش کلمبیا، ویکتوریا، بریتیش کلمبیا        |                                             |                 |                                 |                     |                                      |
| فرودگاه آبی و فرودگاه ویکتوریا                        | North Saanich, British Columbia             | خیر             | ۲۲ کیلومتر (۱۴ مایل) northwest  |                     | داخلی، seaplane only                 |
| Victoria Harbour (Camel Point) Heliport               | فرودگاه اگدن پوینت، ویکتوریا، بریتیش کلمبیا | بله             | adjacent                        |                     | داخلی                                |
| فرودگاه ویکتوریا اینر هاربر                           | ویکتوریا، بریتیش کلمبیا                     | بله             | adjacent                        |                     | داخلی، seaplane only                 |
| فرودگاه بین‌المللی ویکتوریا                            | North Saanich, British Columbia             | خیر             | ۲۲ کیلومتر (۱۴ مایل) northwest  | ۱٬۵۱۴٬۷۱۳           | مختلط، ابتدایی                       |
| Sweden, استان استکهلم، استکهلم                        |                                             |                 |                                 |                     |                                      |
| فرودگاه استکهلم-آرلاندا                               | Sigtuna Municipality                        | خیر             | ۴۲ کیلومتر (۲۶ مایل) north      | ۱۶٬۹۶۲٬۴۱۶          | مختلط، ابتدایی                       |
| فرودگاه استکهلم-بروما                                 | Bromma borough                              | بله             |                                 | ۲٬۰۳۹٬۶۹۹           | مختلط                                |
| فرودگاه استکهلم-اسکاوستا                              | Nyköping Municipality                       | خیر             | ۱۰۰ کیلومتر (۶۲ مایل) south     | ۲٬۵۲۴٬۶۳۳           | Low-cost, cargo                      |
| فرودگاه استکهلم-واستراس                               | Västerås Municipality                       | خیر             | ۱۰۰ کیلومتر (۶۲ مایل) west      | ۱۷۴٬۴۹۶             | General                              |
| United States, ایالت واشینگتن، سیاتل                  |                                             |                 |                                 |                     |                                      |
| فرودگاه صحرایی بویینگ (King County بین‌المللی Airport) | سیاتل                                       | بله             | ۸ کیلومتر (۵٫۰ مایل) south      |                     | داخلی                                |
| فرودگاه آبی کنمور                                     | Lake Washington، کنمور، واشینگتن            | خیر             | ۱۹ کیلومتر (۱۲ مایل) northeast  |                     | مختلط، seaplane only                 |
| پایگاه آب‌نشین کنمور                                   | Lake Union                                  | بله             | adjacent                        |                     | مختلط، seaplane only                 |
| فرودگاه بین‌المللی سیتل-تاکوما                         | سی تک، واشینگتن                             | خیر             | ۲۳ کیلومتر (۱۴ مایل) south      | ۳۱٬۵۵۳٬۱۶۶          | مختلط، ابتدایی                       |

## سه فرودگاه
- بارسلون، کاتالونیا، اسپانیا
  - فرودگاه بارسلونا
  - فرودگاه جیرونا-کاستا براوا
  - فرودگاه رئوس
- بالتیمور/واشینگتن، دی. سی.، ایالات متحده آمریکا
  - فرودگاه بین‌المللی ثرگود مارشال بالتیمور واشینگتن
  - فرودگاه ملی رونالد ریگان واشنگتن
  - فرودگاه بین‌المللی دالس واشینگتن
- بوستون، ایالات متحده آمریکا
  - فرودگاه بین‌المللی لوگان (ابتدایی)
  - فرودگاه منطقه‌ای منچستر-بستون
  - فرودگاه تی. اف. گرین
- شیکاگو، ایالات متحده آمریکا
  - فرودگاه بین‌المللی میدوی شیکاگو
  - فرودگاه بین‌المللی شیکاگو راکفرد
  - فرودگاه بین‌المللی اوهیر شیکاگو (ابتدایی)
- دنور، کلرادو، ایالات متحده آمریکا
  - فرودگاه بین‌المللی دنور (ارتباطات ابتدایی)
  - فرودگاه سنتنیال (main general aviation)
  - فرودگاه فرانت رینج (minor general aviation)
- کی‌یف، اوکراین
  - فرودگاه کیف ژولیانی (داخلی)
  - فرودگاه بین‌المللی بوریسپیل (ابتدایی)
  - فرودگاه هوستومل (cargo)
- Las Vegas، ایالات متحده آمریکا
  - فرودگاه بین‌المللی مک‌کاران (ارتباطات ابتدایی)
  - فرودگاه نورث لاس وگاس (main general aviation)
  - فرودگاه اختصاصی هندرسون (reliever airport for McCarran, minor general aviation)
- مانیل، فیلیپین
  - فرودگاه بین‌المللی کلارک (low-cost carriers, cargo)
  - فرودگاه بین‌المللی نینوی آکوئینو (مختلط، ابتدایی)
  - فرودگاه بین‌المللی سوبیک بی (اغلب داخلی)
- میامی، ایالات متحده آمریکا
  - فرودگاه بین‌المللی میامی (ابتدایی، ۵۰٪ بین‌المللی)
  - فرودگاه بین‌المللی فورت لادرداله – هالی‌وود (low-cost داخلی)
  - فرودگاه بین‌المللی پالم بیچ (serves Metro area)
- میلان، ایتالیا
  - فرودگاه لینیت
  - فرودگاه میلانو مالپنسا (ابتدایی)
  - فرودگاه اوریو آل سریو (low-cost)
- مسکو، روسیه
  - فرودگاه بین‌المللی دوموده‌دوو
  - فرودگاه بین‌المللی شرمتیوو
  - فرودگاه بین‌المللی ونوکووا
- اوساکا، ژاپن
  - فرودگاه بین‌المللی کانسای (مختلط، ابتدایی)
  - فرودگاه بین‌المللی اوزاکا (داخلی، ابتدایی)
  - فرودگاه کوبه
- اسلو، نروژ
  - فرودگاه گاردرموئن اسلو (ابتدایی)
  - فرودگاه ترپ سندفجرد (low cost carriers)
  - فرودگاه موس ریگ (low cost carriers)
- پاریس، فرانسه
  - فرودگاه پاری-شارل-دو-گل (ابتدایی)
  - فرودگاه اورلی
  - فرودگاه باووایس-تیلی
- ریو د ژانیرو، برزیل
  - فرودگاه بین‌المللی ریو دوژانیرو گالیائو (بین‌المللی)
  - فرودگاه سانتوس دومنت (اغلب داخلی)
  - فرودگاه ژاکاره‌پاگوآ
- منطقه خلیج سانفرانسیسکو، ایالات متحده آمریکا
  - فرودگاه بین‌المللی اوکلند
  - فرودگاه بین‌المللی سانفرانسیسکو (ابتدایی)
  - فرودگاه بین‌المللی سان خوزه
- سائوپائولو، برزیل
  - فرودگاه کونگونهاس-سائو پاوئولو (اغلب داخلی)
  - فرودگاه بین‌المللی سائو پائولوگوارولخس (اغلب بین‌المللی)
  - فرودگاه کمپو مارته
- تورنتو، کانادا
  - فرودگاه شهری بیلی بیشاپ تورنتو
  - فرودگاه بین‌المللی جان سی. منرو همیلتن
  - فرودگاه بین‌المللی پیرسون تورنتو (ابتدایی)

## دو فرودگاه
- البوکرکی، نیومکزیکو، ایالات متحده آمریکا
  - فرودگاه بین‌المللی آلبوکرکی (ارتباطات ابتدایی)
  - فرودگاه دابل ایگل ۲ (general aviation)
- اسکندریه، مصر
  - فرودگاه بین‌المللی اسکندریه (مصر) (ابتدایی)
  - فرودگاه برج‌العرب (ابتدایی)
- امان، اردن
  - فرودگاه بین‌المللی کویین آلیا (ابتدایی)
  - فرودگاه کشوری عمان (همگانی)
- بانکوک، تایلند
  - فرودگاه بین‌المللی دن موئنگ (اغلب داخلی)
  - فرودگاه بین‌المللی سووارنابومی (ابتدایی)
- پکن، جمهوری خلق چین:
  - فرودگاه بین‌المللی پکن (ابتدایی)
  - فرودگاه پکن نانیوان
- بلفاست، بریتانیا
  - فرودگاه بین‌المللی بلفاست (ابتدایی)
  - فرودگاه شهری جورج بست بلفاست
- بلو هوریزونته، برزیل
  - فرودگاه بین‌المللی تانکردو نوس (بین‌المللی/داخلی)
  - فرودگاه بلوو هوریزونت/پامپولها – کارلوس درامند داندراد (Regional)
- برلین، آلمان
  - فرودگاه برلین شونفلد
  - فرودگاه برلین تگل
- بروکسل، بلژیک
  - فرودگاه بروکسل (ابتدایی)
  - فرودگاه بروکسل جنوب شرلروآ (Situated in Charleroi, low-cost)
- بخارست، رومانی:
  - فرودگاه بین‌المللی اورل ولایکو
  - فرودگاه بین‌المللی هنری کواندا (ابتدایی)
- بوئنوس آیرس، آرژانتین
  - محله هوایی یورگ نوبری (اغلب داخلی)
  - فرودگاه بین‌المللی مینیسترو پیستارینی (ابتدایی)
- کمپیناس، برزیل
  - فرودگاه بین‌المللی ویراکوپوس-کامپیناس
  - فرودگاه کمپوو داس آمارایس (general aviation)
- کپنهاگ، دانمارک
  - فرودگاه کپنهاگ (ابتدایی)
  - فرودگاه راسکیلد (business, general aviation)
- کوریتیبا، برزیل
  - فرودگاه بین‌المللی آفونسو پنا (ابتدایی)
  - فرودگاه باکچری (business, general aviation)
- دالاس، ایالات متحده آمریکا
  - فرودگاه دالاس لاو
  - فرودگاه بین‌المللی دالاس-فورت ورث (ابتدایی)
- ادمونتون، کانادا
  - فرودگاه ادمنتن سیتی اسنتر
  - فرودگاه بین‌المللی ادمونتون (ابتدایی)
- فرانکفورت، آلمان
  - فرودگاه بین‌المللی فرانکفورت (ابتدایی)
  - فرودگاه فرانکفورت-هان
- گلاسگو، بریتانیا
  - فرودگاه بین‌المللی گلاسگو (ابتدایی)
  - فرودگاه گلاسگو پرستویک (charter و ترابری ارزان‌قیمتs)
- گوتنبورگ، سوئد
  - فرودگاه گتهنبورگ-لاندوتر (ابتدایی)
  - فرودگاه گاتنبرگ ستی (low-cost carriers و business)
- هیوستون، ایالات متحده آمریکا
  - فرودگاه بین‌المللی جرج بوش (ابتدایی)
  - فرودگاه ویلیام پی. هابی
- اسلام‌آباد، پاکستان
  - فرودگاه بین‌المللی بینظیر بوتو (ابتدایی)
  - فرودگاه بین‌المللی نیو اسلام‌آباد
- استانبول، ترکیه
  - فرودگاه بین‌المللی آتاترک (ابتدایی)
  - فرودگاه بین‌المللی صبیحه گوکچن
- جاکارتا، اندونزی
  - فرودگاه بین‌المللی سوئکارنو-هتا (ابتدایی)
  - فرودگاه بین‌المللی هلفکس استانفیلد
- ژوهانسبورگ، آفریقای جنوبی
  - فرودگاه بین‌المللی لانسریا
  - OR Tambo بین‌المللی Airport (ابتدایی)
- کوالالامپور، مالزی
  - فرودگاه بین‌المللی کوالالامپور (ابتدایی)
  - فرودگاه سلطان عبدالعزیز شاه
- مدلین، کلمبیا
  - فرودگاه بین‌المللی خوزه ماریا کوردوا (ابتدایی)
  - فرودگاه انریکه اولایا هررا
- مینسک، بلاروس
  - فرودگاه بین‌المللی مینسک (ابتدایی)
  - فرودگاه مینسک-۱
- مونترری، نوئوو لئون، مکزیک
  - فرودگاه بین‌المللی ژنرال ماریانو اسکبیدو (ابتدایی)
  - فرودگاه بین‌المللی دل نورت
- مونترآل، کانادا
  - فرودگاه مونترآل/سن-اوبر
  - فرودگاه بین‌المللی مونترآل-پییر الیوت ترودو (ابتدایی)
- موغله، ترکیه
  - فرودگاه دالامان
  - فرودگاه میلاس-بودروم
- اورلندو، فلوریدا، ایالات متحده آمریکا
  - فرودگاه بین‌المللی اورلاندو (فلوریدا) (ابتدایی)
  - فرودگاه بین‌المللی اورلندو سنفورد
- اتاوا، کانادا
  - فرودگاه انحصاری گاتینو-اتاوا
  - فرودگاه بین‌المللی مک‌دونالد-کارتیر اتاوا (ابتدایی)
- فینیکس، آریزونا، ایالات متحده آمریکا
  - فرودگاه بین‌المللی فینکس اسکای هاربر (ابتدایی)
  - فرودگاه فینکس-مسا (داخلی)
- ریکیاویک، ایسلند
  - فرودگاه بین‌المللی کفلاویک (ابتدایی)
  - فرودگاه ریکیاویک (داخلی)
- رم، ایتالیا
  - فرودگاه لئوناردو دا وینچی-فیومیچینو (ابتدایی)
  - فرودگاه چمپینو، رم
- سان خوزه (کاستاریکا)، کاستاریکا
  - فرودگاه بین‌المللی خوآن سانتاماریا (ابتدایی)
  - فرودگاه بین‌المللی توبیاس بولانیاش
- سان خوآن، پورتوریکو
  - فرودگاه بین‌المللی لوئیز مونز مارین (ابتدایی)
  - فرودگاه فرناندو لوییس ریباس دومینیسی
- ساپورو، ژاپن
  - فرودگاه نیو چیتوز (ابتدایی)
  - فرودگاه اوکاداما (داخلی)
- سئول، کره جنوبی
  - فرودگاه بین‌المللی گیمپو (اغلب داخلی)
  - فرودگاه بین‌المللی اینچن (ابتدایی)
- شانگهای، جمهوری خلق چین
  - فرودگاه بین‌المللی شانگهای هنگقیو (اغلب داخلی)
  - فرودگاه بین‌المللی شانگهای پودنگ (اغلب بین‌المللی)
- سنگاپور، سنگاپور
  - فرودگاه سلتر
  - فرودگاه چانگی سنگاپور (ابتدایی)
- سیدنی، استرالیا
  - فرودگاه بنکستاون (business, general aviation)
  - فرودگاه سیدنی (ابتدایی)
- تایپه، تایوان
  - فرودگاه سونگشان تایپه (داخلی و بین‌المللی)
  - فرودگاه بین‌المللی تائویوان تایوان (ابتدایی)
- تمپا، فلوریدا، ایالات متحده آمریکا
  - فرودگاه بین‌المللی تمپا
  - فرودگاه بین‌المللی سن پترزبورگ-کلیرواتر
- تهران، ایران
  - فرودگاه بین‌المللی امام خمینی (اغلب بین‌المللی)
  - فرودگاه بین‌المللی مهرآباد (اغلب داخلی)
- تل‌آویو، اسرائیل
  - فرودگاه بین‌المللی بن گوریون (اغلب بین‌المللی)
  - فرودگاه سد دوم (اغلب داخلی)
- توکیو، ژاپن
  - فرودگاه بین‌المللی ناریتا (اغلب بین‌المللی)
  - فرودگاه هانه‌دا (اغلب داخلی)
- اولیانوفسک، روسیه
  - فرودگاه اولیانوفسک ووستوچنی (بین‌المللی)
  - فرودگاه اولیانووسک باراتایوکا (داخلی)
- ونیز، ایتالیا
  - فرودگاه ونیز مارکو پولو
  - Venezia Lido Airport
- ورشو، لهستان
  - فرودگاه شوپن ورشو
  - فرودگاه وارساو مادلن